# Hypechusa hircania
Hypechusa hircania là một loài thực vật có hoa trong họ Đậu. Loài này được (Fisch. & C.A. Mey.) Alef. mô tả khoa học đầu tiên năm 1860.